# Scorpaena histrio
Scorpaena histrio е вид лъчеперка от семейство Scorpaenidae. Видът не е застрашен от изчезване.

## Разпространение и местообитание
Разпространен е в Гватемала, Еквадор, Колумбия, Коста Рика, Мексико, Никарагуа, Панама, Перу, Салвадор, Хондурас и Чили.
Обитава крайбрежията и скалистите дъна на морета, заливи, рифове и реки в райони с тропически, умерен и субтропичен климат. Среща се на дълбочина от 2,5 до 157 m, при температура на водата от 16,4 до 27,5 °C и соленост 33 – 35,1 ‰.

## Описание
На дължина достигат до 26 cm.